# Маринованные грибы

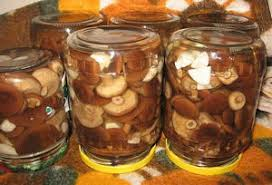
Маринованные горькушки

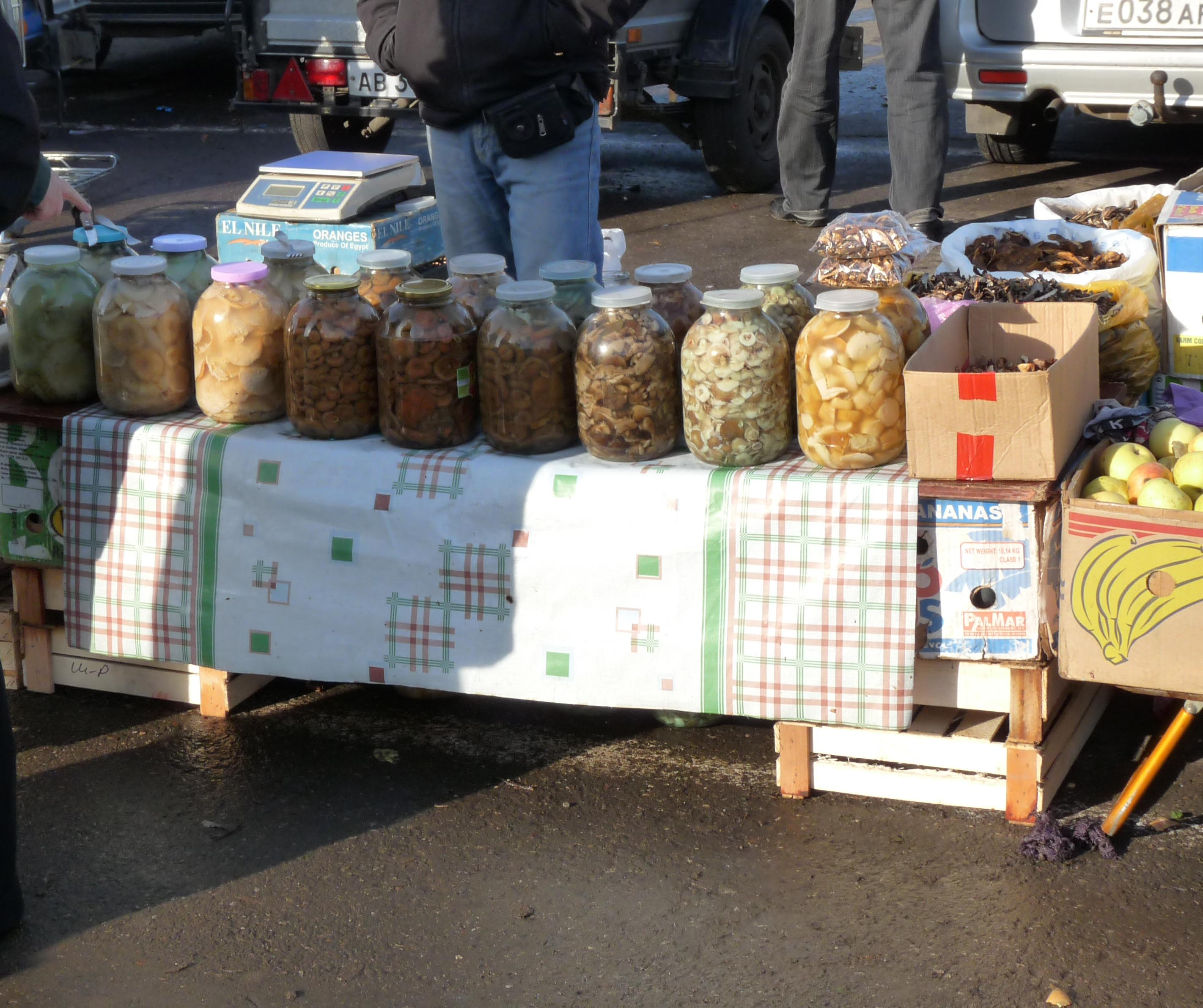
Маринованные грибы на рынке в Самаре

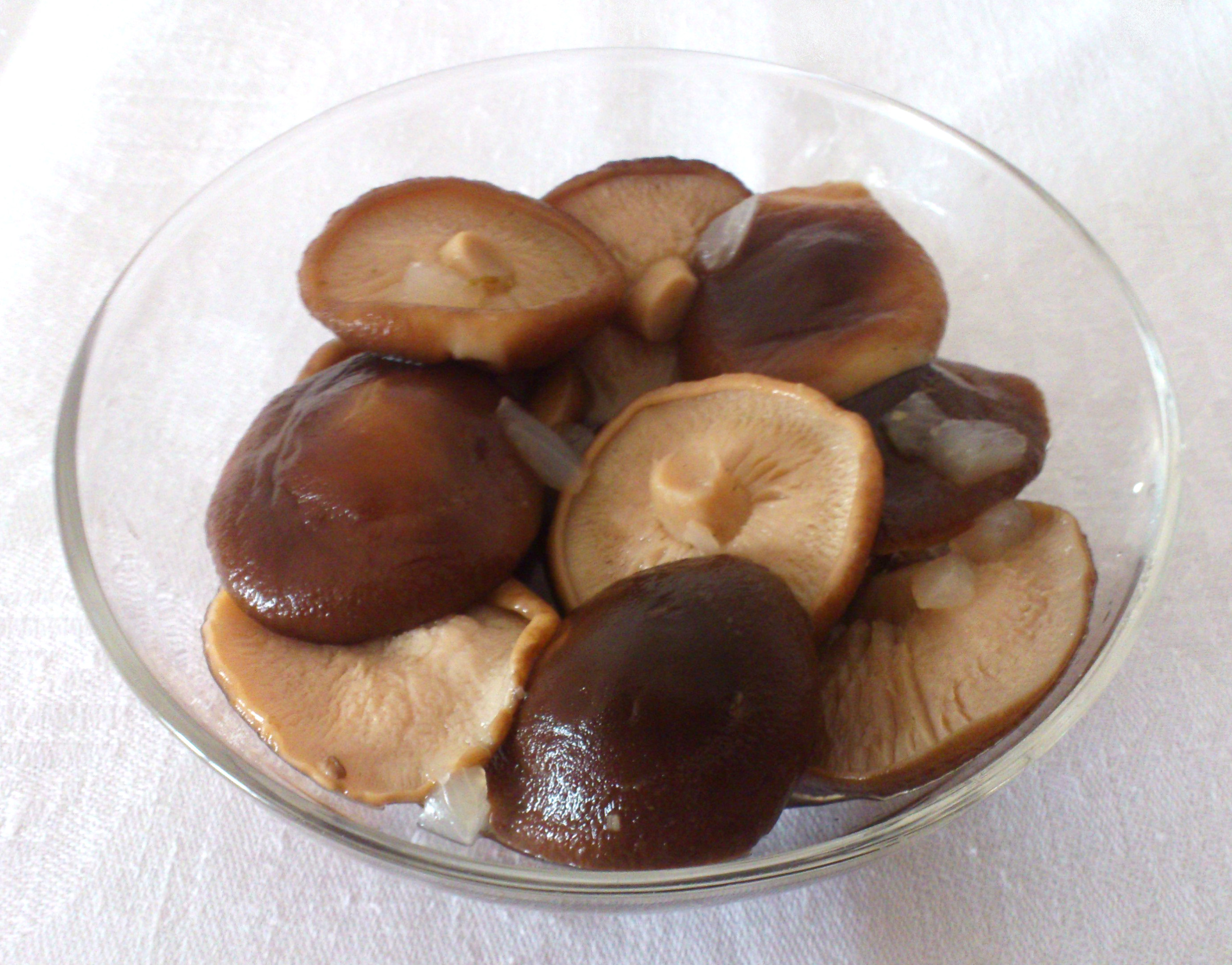
Маринованные шиитаке

Грибы маринованные — грибные консервы, характеризующиеся кислым или слабокислым вкусом, ароматом пряностей. Производятся с помощью маринования — специальной обработки для увеличения срока хранения грибов. Маринование, наряду с солением — один из двух наиболее популярных способов консервирования грибов.

## Приготовление
Маринованные грибы изготавливаются с использованием уксусной кислоты, лимонной кислоты, натурального винного и яблочного уксуса. Для маринования грибов используются специи лавровый лист, душистый перец, гвоздика и корица. Использование уксусной кислоты ослабляет резкость вкуса грибов. При концентрации уксусной кислоты свыше 1 % сохранность грибов обеспечена, но вкус оказывается слишком кислым, потому на практике используется концентрация уксуса менее 1 %, а сохранность обеспечивается тепловой обработкой.
В промышленном производстве грибы тщательно проверяют, отбирая плотные, не повреждённые, обрезают ножки и хорошо промывают. Затем бланшируют в кипящем 2 % растворе соли 4-5 минут, охлаждают, укладывают в стеклянные банки, заливают рассолом, герметично укупоривают и стерилизуют. После стерилизации банки охлаждают. Хранят в сухих, чистых помещениях при температуре 0-15 °С.
Мариновать грибы можно вместе с помидорами, огурцами, цветной капустой, стручками фасоли. Подготовленные овощи и грибы укладывают слоями в банки, заливают маринадом со специями, стерилизуют 60 минут.